# Fiji i olympiska sommarspelen 2008
Fiji deltog i de olympiska sommarspelen 2008 som ägde rum i Peking i Kina mellan den 8 och 24 augusti 2012.

## Friidrott
- Huvudartikel: Friidrott vid olympiska sommarspelen 2008

Förkortningar
- Noteringar – Placeringarna avser endast löparens eget heat
- Q = Kvalificerad till nästa omgång
- q = Kvalificerade sig till nästa omgång som den snabbaste idrottaren eller, i fältgrenarna, via placering utan att uppnå kvalgränsen.
- NR = Nationellt rekord
- N/A = Omgången ingick inte i grenen
- Bye = Idrottaren behövde inte delta i denna omgång

Herrar
Bana och landsväg
| Idrottare      | Gren  | Heat     | Heat      | Semifinal        | Semifinal        | Final            | Final            |
| Idrottare      | Gren  | Resultat | Placering | Resultat         | Placering        | Resultat         | Placering        |
| -------------- | ----- | -------- | --------- | ---------------- | ---------------- | ---------------- | ---------------- |
| Niko Verekauta | 400 m | 46.32 SB | 4         | Gick inte vidare | Gick inte vidare | Gick inte vidare | Gick inte vidare |

Damer
Bana och landsväg
| Idrottare          | Gren  | Heat     | Heat      | Semifinal        | Semifinal        | Final            | Final            |
| Idrottare          | Gren  | Resultat | Placering | Resultat         | Placering        | Resultat         | Placering        |
| ------------------ | ----- | -------- | --------- | ---------------- | ---------------- | ---------------- | ---------------- |
| Makelesi Bulikiobo | 400 m | 52.24 SB | 5         | Gick inte vidare | Gick inte vidare | Gick inte vidare | Gick inte vidare |

## Judo
Damer
| Idrottare      | Gren                | Sextondelsfinal         | Åttondelsfinal       | Kvartsfinal          | Semifinal            | Återkval 1                 | Återkval 2           | Återkval 3           | Final / BM           | Final / BM       |
| Idrottare      | Gren                | Motståndare Resultat    | Motståndare Resultat | Motståndare Resultat | Motståndare Resultat | Motståndare Resultat       | Motståndare Resultat | Motståndare Resultat | Motståndare Resultat | Placering        |
| -------------- | ------------------- | ----------------------- | -------------------- | -------------------- | -------------------- | -------------------------- | -------------------- | -------------------- | -------------------- | ---------------- |
| Sisilia Nasiga | Mellanvikt (-70 kg) | Bosch (NED) L 0000–1000 | Gick inte vidare     | Gick inte vidare     | Gick inte vidare     | Ouerdane (ALG) L 0000–1001 | Gick inte vidare     | Gick inte vidare     | Gick inte vidare     | Gick inte vidare |

## Skytte
- Huvudartikel: Skytte vid olympiska sommarspelen 2008

## Simning
- Huvudartikel: Simning vid olympiska sommarspelen 2008

## Tyngdlyftning
- Huvudartikel: Tyngdlyftning vid olympiska sommarspelen 2008